# Cisterna di Ezio

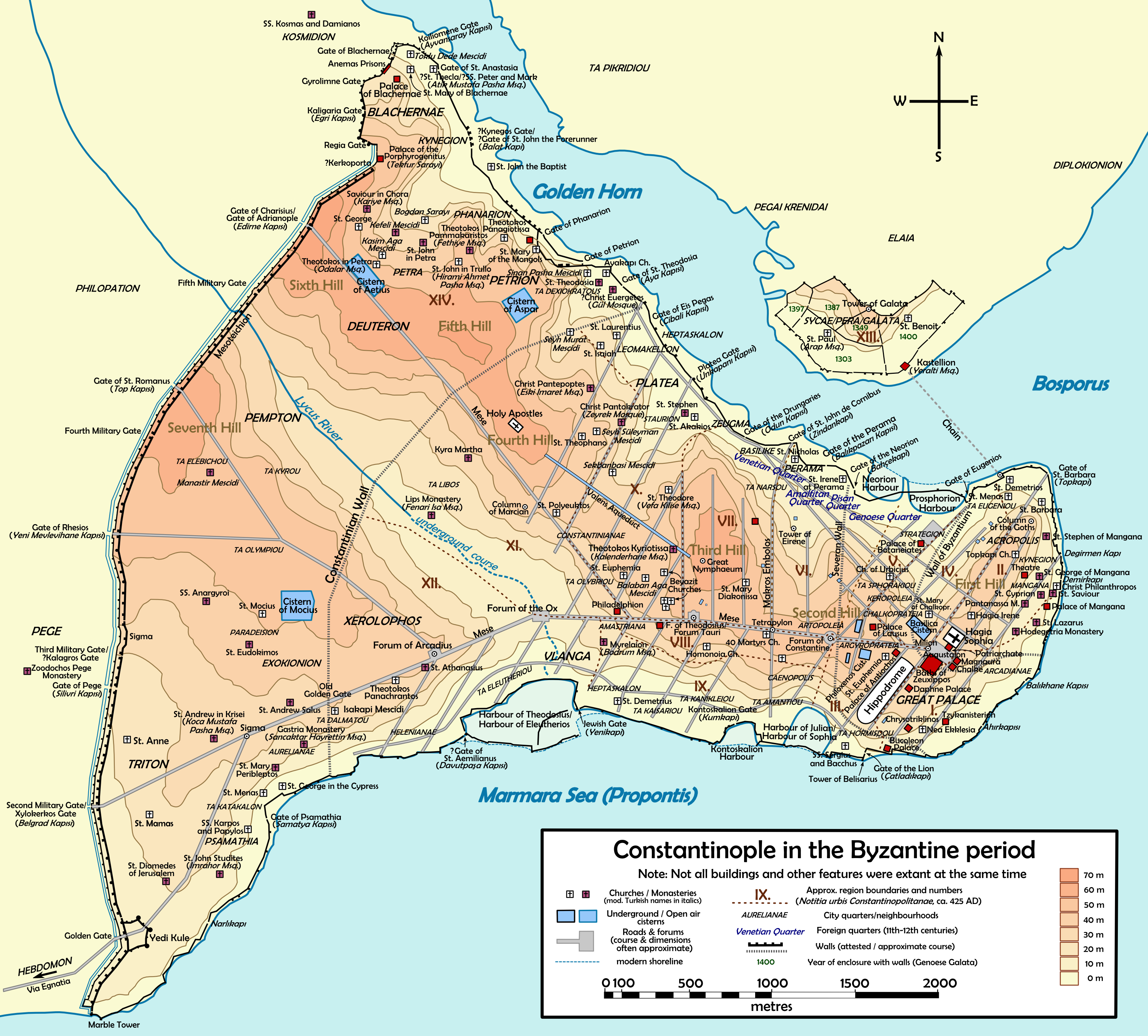
Mappa di Costantinopoli bizantina. La Cisterna di Ezio è situata nella parte settentrionale della città, a sudest della porta di Charisius.

La Cisterna di Ezio (in greco ἡ Κινστέρνη τοῦ Ἄετίου?), conosciuta fin dal periodo ottomano come Çukurbostan (in turco: "giardino sommerso") e dal 1928 come Karagümrük stadyumu ("Stadio di Karagümrük") o Vefa stadyumu ("Stadio di Vefa"), era una riserva d'acqua a cielo aperto bizantina nella città di Costantinopoli, importante per ragioni storiche. Già una delle più grandi cisterne bizantine, ora è uno stadio di calcio di Istanbul.

## Posizione
La cisterna si trova a Istanbul, nel distretto di Fatih (la città murata), nel quartiere di Karagümrük, a circa 300 metri a sud-est della Porta di Edirne (la Porta Bizantina di Carisio, più tardi conosciuta come Porta di Adrianopoli) delle mura cittadine, lungo Fevzi Paşa Caddesi. Essa si trova all'estremità superiore della valle che divide la quinta e la sesta collina di Costantinopoli.

## Storia

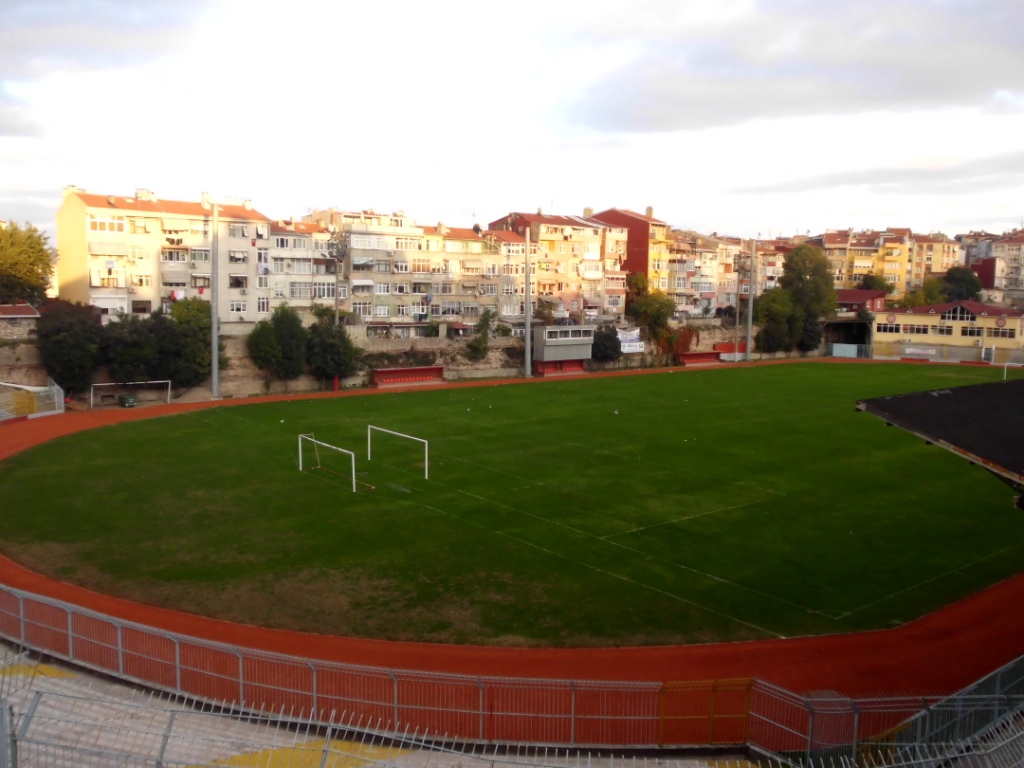
Lo Stadio di Karagümrük visto da occidente. Al di là degli alberi è possibile vedere i resti delle mura della cisterna.

Sebbene secondo una tradizione tarda, l'erezione della cisterna, che si trova nella quattordicesima regione di Costantinopoli, risalga al regno dell'imperatore Valente (r. 364-78), si constata che fu costruita nel 421 da Ezio, praefectus urbi a Costantinopoli nel 419 e praefectus praetorio Orientis nel 425, sotto l'imperatore Teodosio II (r. 408-50 d.C.) La cisterna fu confusa a lungo dagli studiosi con la cisterna di Bonus o con quella di Aspare: solo in tempi recenti la sua identificazione è divenuta certa. L'enorme serbatoio era orientato parallelamente ad un ramo della Mese, la strada principale della città che collegava la Porta di Charisios con il centro della città passando vicino alla Chiesa dei Santi Apostoli, ed era rifornita dalla condotta idrica principale collegata all'Acquedotto di Valente. A causa delle sue enormi dimensioni, in epoca bizantina il serbatoio era spesso usato come punto di riferimento per localizzare altri edifici, come i monasteri di Prodomos di Petra, dei Romani (greco: τὰ Ρωμαίου) e di Mara (greco: τὰ Μάρα). Dopo la caduta di Costantinopoli nel 1453, il viaggiatore francese del XVI secolo Pierre Gilles riferì che intorno al 1540 il serbatoio era già vuoto. Nel periodo ottomano, come tradisce il suo nome turco Çukurbostan ("giardino cavo"), la struttura era utilizzata come orto. Dagli anni '20 del ventesimo secolo la struttura è stata trasformata in un campo sportivo e dal 1928 ospita uno stadio di calcio, lo stadio di Karagümrük (o di Vefa, della squadra Vefa SK), che è lo stadio casalingo della squadra del Fatih Karagümrük SK.

## Il problema dell'identificazione
I tentativi di identificare l'ubicazione della Cisterna di Ezio iniziarono piuttosto tardi. La cisterna è stata successivamente identificata con una cisterna situata vicino al Palazzo del Porfirogenito (turco: Tekfur Saray), e ora scomparsa; con la cisterna situata nella corte della piccola moschea Kefeli; con la cisterna a volta situata a sud-est del Çukurbostan della Porta di Adrianopoli e nota come Zina Yokusu Bodrumi. La chiave per la definizione finale della sua posizione risiede nell'informazione che la Cisterna di Ezio era situata vicino al monastero di Prodomos di Petra, che era sicuramente nella valle che divideva la quinta e la sesta collina della città: questo portò alla sua identificazione con il Çukurbostan vicino alla Porta di Adrianopoli.

## Descrizione
La cisterna ha una pianta rettangolare di grandi dimensioni, lunga 244 metri e larga 85 metri: la sua profondità media è compresa tra 13 metri e 15 metri. La sua capacità era di circa 0,250-0,300 milioni di metri cubi d'acqua. Le sue mura, larghe 5,20 metri e parzialmente ancora in situ, sono state costruite secondo la tecnica costruttiva romana denominata opus listatum, alternando quattro file di mattoni e dieci file di conci, un modello elegante simile a quello usato dalla cisterna di Aspare. È stato ipotizzato che questo serbatoio fosse utilizzato per rifornire d'acqua il fossato delle mura della città, ma è più plausibile che fosse un serbatoio centrale da cui l'acqua veniva distribuita nella città.